# 4 x 400 meter stafett för herrar i friidrott vid olympiska sommarspelen 2000
4 x 400 meter stafett för herrar vid olympiska sommarspelen 2000 i Sydney avgjordes 29-30 september. 

## Medaljörer
| Gren          | Guld                                                                                           | Guld    | Silver | Silver  | Brons                                                                        | Brons   |
| 4 x 400 meter | Nigeria Clement Chukwu Jude Monye Sunday Bada Enefiok Udo-Obong Nduka Awazie* Fidelis Gadzama* | 2.58,68 | Jamaica Michael Blackwood Greg Haughton Christopher Williams Danny McFarlane Sanjay Ayre* Michael McDonald* | 2.58,78 | Bahamas Avard Moncur Troy McIntosh Carl Oliver Chris Brown Timothy Munnings* | 2.59,23 |

## Resultat
- Q innebär avancemang utifrån placering i heatet.
- q innebär avancemang utifrån total placering.
- DNS innebär att personen inte startade.
- DNF innebär att personen inte fullföljde.
- DQ innebär diskvalificering.
- NR innebär nationellt rekord.
- OR innebär olympiskt rekord.
- WR innebär världsrekord.
- AR innebär världsdelsrekord (area record) i detta fall afrikanskt rekord
- PB innebär personligt rekord.
- SB innebär säsongsbästa.

### Försöksheat
| Heat 1 av 5 Datum: Fredagen den 29 september 2000 | Heat 1 av 5 Datum: Fredagen den 29 september 2000 | Heat 1 av 5 Datum: Fredagen den 29 september 2000 | Heat 1 av 5 Datum: Fredagen den 29 september 2000                 | Heat 1 av 5 Datum: Fredagen den 29 september 2000 | Heat 1 av 5 Datum: Fredagen den 29 september 2000 | Heat 1 av 5 Datum: Fredagen den 29 september 2000 | Heat 1 av 5 Datum: Fredagen den 29 september 2000 | Heat 1 av 5 Datum: Fredagen den 29 september 2000 |
| Placering                                         | Placering                                         | Nation                                            | Idrottare                                                         | Bana                                              | Reaktion                                          | Tid                                               | Kval.                                             | Rekord                                            |
| Heat                                              | Totalt                                            | Nation                                            | Idrottare                                                         | Bana                                              | Reaktion                                          | Tid                                               | Kval.                                             | Rekord                                            |
| ------------------------------------------------- | ------------------------------------------------- | ------------------------------------------------- | ----------------------------------------------------------------- | ------------------------------------------------- | ------------------------------------------------- | ------------------------------------------------- | ------------------------------------------------- | ------------------------------------------------- |
| 1                                                 | 6                                                 | Jamaica                                           | Michael McDonald, Michael Blackwood, Sanjay Ayre, Danny McFarlane | 2                                                 | 0,202 s                                           | 3.04,85                                           | Q                                                 |                                                   |
| 2                                                 | 10                                                | Storbritannien                                    | Jared Deacon, Daniel Caines, Jamie Baulch, Iwan Thomas            | 6                                                 | 0.218 s                                           | 3:04.35                                           | Q                                                 | SB                                                |
| 3                                                 | 11                                                | Frankrike                                         | Emmanuel Front, Marc Foucan, Pierre-Marie Hilaire, Bruno Wavelet  | 8                                                 | 0.416 s                                           | 3:04.45                                           | q                                                 | SB                                                |
| 4                                                 | 16                                                | Schweiz                                           | Laurent Clerc, Alain Rohr, Nicolas Baeriswyl, André Bucher        | 4                                                 |                                                   | 3:06.01                                           |                                                   |                                                   |
| 5                                                 | 20                                                | Spanien                                           | Eduardo Rodríguez, David Canal, Iñigo Monreal, Antonio Andrés     | 5                                                 | 0.178 s                                           | 3:06.87                                           |                                                   | SB                                                |
| 6                                                 | 26                                                | Ungern                                            | Zétény Dombi, Zsolt Szeglet, Attila Kilvinger, Tibor Bédi         | 7                                                 | 0.354 s                                           | 3:08.77                                           |                                                   |                                                   |
| 7                                                 | 29                                                | Slovenien                                         | Boštjan Horvat, Joze Vrtačič, Sergej Salamon, Matija Šestak       | 3                                                 | 0.284 s                                           | 3:10.07                                           |                                                   |                                                   |

| Heat 2 av 5 Datum: Fredagen den 29 september 2000 | Heat 2 av 5 Datum: Fredagen den 29 september 2000 | Heat 2 av 5 Datum: Fredagen den 29 september 2000 | Heat 2 av 5 Datum: Fredagen den 29 september 2000                                 | Heat 2 av 5 Datum: Fredagen den 29 september 2000 | Heat 2 av 5 Datum: Fredagen den 29 september 2000 | Heat 2 av 5 Datum: Fredagen den 29 september 2000 | Heat 2 av 5 Datum: Fredagen den 29 september 2000 | Heat 2 av 5 Datum: Fredagen den 29 september 2000 |
| Placering                                         | Placering                                         | Nation                                            | Idrottare                                                                         | Bana                                              | Reaktion                                          | Tid                                               | Kval.                                             | Rekord                                            |
| Heat                                              | Totalt                                            | Nation                                            | Idrottare                                                                         | Bana                                              | Reaktion                                          | Tid                                               | Kval.                                             | Rekord                                            |
| ------------------------------------------------- | ------------------------------------------------- | ------------------------------------------------- | --------------------------------------------------------------------------------- | ------------------------------------------------- | ------------------------------------------------- | ------------------------------------------------- | ------------------------------------------------- | ------------------------------------------------- |
| 1                                                 | 17                                                | Sri Lanka                                         | Manura Lanka Perera, Rohan Pradeep Kumara, Ranga Wimalawansa, Sugath Tillakeratne | 7                                                 | 0,203 s                                           | 3.06,25                                           | Q                                                 |                                                   |
| 2                                                 | 19                                                | Kenya                                             | Ezra Sambu, Samson Yego, Joseph Mwengi Mutua, Julius Chepkwony                    | 2                                                 | 0.262 s                                           | 3:06.77                                           | Q                                                 |                                                   |
| 3                                                 | 23                                                | Irland                                            | Paul McKee, Tomas Coman, Caroline Daly, Paul Opperman                             | 6                                                 | 0.170 s                                           | 3:07.42                                           |                                                   |                                                   |
| 4                                                 | 25                                                | Indien                                            | Lijo David Thottan, Jata Shankar, Purukottam Ramachandran, Paramjit Singh         | 5                                                 | 0.255 s                                           | 3:08.38                                           |                                                   |                                                   |
|                                                   |                                                   | Algeriet                                          | Malik-Khaled Louahla, Kamel Talhaoui, Samir-Adel Louahla, Adem Hecini             | 4                                                 | 0.497 s                                           | DQ                                                |                                                   |                                                   |
|                                                   |                                                   | Qatar                                             | Ibrahim Ismail Muftah, Mubarack S Faraj, Salaheddine Safi Bakar, Ahmed H Al-Imam  | 3                                                 | 0.295 s                                           | DQ                                                |                                                   |                                                   |

| Heat 3 av 5 Datum: Fredagen den 29 september 2000 | Heat 3 av 5 Datum: Fredagen den 29 september 2000 | Heat 3 av 5 Datum: Fredagen den 29 september 2000 | Heat 3 av 5 Datum: Fredagen den 29 september 2000                                       | Heat 3 av 5 Datum: Fredagen den 29 september 2000 | Heat 3 av 5 Datum: Fredagen den 29 september 2000 | Heat 3 av 5 Datum: Fredagen den 29 september 2000 | Heat 3 av 5 Datum: Fredagen den 29 september 2000 | Heat 3 av 5 Datum: Fredagen den 29 september 2000 |
| Placering                                         | Placering                                         | Nation                                            | Idrottare                                                                               | Bana                                              | Reaktion                                          | Tid                                               | Kval.                                             | Rekord                                            |
| Heat                                              | Totalt                                            | Nation                                            | Idrottare                                                                               | Bana                                              | Reaktion                                          | Tid                                               | Kval.                                             | Rekord                                            |
| ------------------------------------------------- | ------------------------------------------------- | ------------------------------------------------- | --------------------------------------------------------------------------------------- | ------------------------------------------------- | ------------------------------------------------- | ------------------------------------------------- | ------------------------------------------------- | ------------------------------------------------- |
| 1                                                 | 5                                                 | USA                                               | Jerome Young, Angelo Taylor, Calvin Harrison, Alvin Harrison                            | 4                                                 | 0,163 s                                           | 3.03,.52                                          | Q                                                 |                                                   |
| 2                                                 | 7                                                 | Sydafrika                                         | Alwyn Myburgh, Hendrick Mokganyetsi, Werner Botha, Arnaud Malherbe                      | 7                                                 | 0.223 s                                           | 3:04.08                                           | Q                                                 | SB                                                |
| 3                                                 | 8                                                 | Australien                                        | Casey Vincent, Blair Young, Michael Hazel, Patrick Dwyer                                | 8                                                 | 0.220 s                                           | 3:04.13                                           | q                                                 | SB                                                |
| 4                                                 | 14                                                | Ukraina                                           | Aleksandr Kajdasj, Roman Voronkov, Jevgenij Zjukov, Gennadij Gorbenko                   | 5                                                 | 0.568 s                                           | 3:05.41                                           | q                                                 | SB                                                |
| 5                                                 | 18                                                | Grekland                                          | Georgios Oikonomidis, Anastasios Gousis, Stilianos Dimotsios, Periklis Iakovakis        | 6                                                 | 0.259 s                                           | 3:06.50                                           |                                                   |                                                   |
| 6                                                 | 28                                                | Saudiarabien                                      | Hamed Hamadan Al-Bishi, Hamdan Obah Al-Bishi, Mohammed Albeshi, Hadi Soua'an Al-Somaily | 2                                                 | 0.302 s                                           | 3:09.57                                           |                                                   |                                                   |
| 7                                                 | 30                                                | Thailand                                          | Jirachai Linglom, Senee Kongtong, Chalermpol Noohlong, Narong Nilploy                   | 3                                                 | 0.296 s                                           | 3:11.65                                           |                                                   |                                                   |

| Heat 4 av 5 Datum: Fredagen den 29 september 2000 | Heat 4 av 5 Datum: Fredagen den 29 september 2000 | Heat 4 av 5 Datum: Fredagen den 29 september 2000 | Heat 4 av 5 Datum: Fredagen den 29 september 2000                        | Heat 4 av 5 Datum: Fredagen den 29 september 2000 | Heat 4 av 5 Datum: Fredagen den 29 september 2000 | Heat 4 av 5 Datum: Fredagen den 29 september 2000 | Heat 4 av 5 Datum: Fredagen den 29 september 2000 | Heat 4 av 5 Datum: Fredagen den 29 september 2000 |
| Placering                                         | Placering                                         | Nation                                            | Idrottare                                                                | Bana                                              | Reaktion                                          | Tid                                               | Kval.                                             | Rekord                                            |
| Heat                                              | Totalt                                            | Nation                                            | Idrottare                                                                | Bana                                              | Reaktion                                          | Tid                                               | Kval.                                             | Rekord                                            |
| ------------------------------------------------- | ------------------------------------------------- | ------------------------------------------------- | ------------------------------------------------------------------------ | ------------------------------------------------- | ------------------------------------------------- | ------------------------------------------------- | ------------------------------------------------- | ------------------------------------------------- |
| 1                                                 | 12                                                | Japan                                             | Shunji Karube, Jun Osakada, Kenji Tabata, Takahiko Yamamura              | 5                                                 | 0,559 s                                           | 3.05,21                                           | Q                                                 |                                                   |
| 2                                                 | 13                                                | Ryssland                                          | Dmitrij Bogdanov, Andrej Semjonov, Ruslan Masjtjenko, Dmitrij Golovastov | 2                                                 | 0.203 s                                           | 3:05.37                                           | Q                                                 | SB                                                |
| 3                                                 | 15                                                | Zimbabwe                                          | Crispen Mutakanyi, Tawanda Chiwira, Phillip Mukomana, Ken Harnden        | 7                                                 | 0.227 s                                           | 3:05.60                                           |                                                   |                                                   |
| 4                                                 | 21                                                | Ghana                                             | (Daniel Adomako, Nathaniel Martey, Abu Duah, Daniel Mensah Kwei)         | 6                                                 | 0.582 s                                           | 3:07.07                                           |                                                   |                                                   |
| 5                                                 | 24                                                | Trinidad och Tobago                               | (Damion Barry, Simon Pierre, Neil De Silva, Ato Modibo)                  | 8                                                 | 0.171 s                                           | 3:07.51                                           |                                                   |                                                   |
| 6                                                 | 27                                                | Slovakien                                         | Radoslav Holúbek, Marcel Lopuchovsky, Marián Vanderka, Štefan Balošák    | 3                                                 | 0.303 s                                           | 3:09.54                                           |                                                   |                                                   |
|                                                   |                                                   | Kuwait                                            | Musad Al Azimi, Bader Al Fulaij, Mishal Al Harbi, Fawzi Al Shammari      | 4                                                 | 0.557 s                                           | DQ                                                |                                                   |                                                   |

| Heat 5 av 5 Datum: Fredagen den 29 september 2000 | Heat 5 av 5 Datum: Fredagen den 29 september 2000 | Heat 5 av 5 Datum: Fredagen den 29 september 2000 | Heat 5 av 5 Datum: Fredagen den 29 september 2000                   | Heat 5 av 5 Datum: Fredagen den 29 september 2000 | Heat 5 av 5 Datum: Fredagen den 29 september 2000 | Heat 5 av 5 Datum: Fredagen den 29 september 2000 | Heat 5 av 5 Datum: Fredagen den 29 september 2000 | Heat 5 av 5 Datum: Fredagen den 29 september 2000 |
| Placering                                         | Placering                                         | Nation                                            | Idrottare                                                           | Bana                                              | Reaktion                                          | Tid                                               | Kval.                                             | Rekord                                            |
| Heat                                              | Totalt                                            | Nation                                            | Idrottare                                                           | Bana                                              | Reaktion                                          | Tid                                               | Kval.                                             | Rekord                                            |
| ------------------------------------------------- | ------------------------------------------------- | ------------------------------------------------- | ------------------------------------------------------------------- | ------------------------------------------------- | ------------------------------------------------- | ------------------------------------------------- | ------------------------------------------------- | ------------------------------------------------- |
| 1                                                 | 1                                                 | Nigeria                                           | Nduka Awazie, Clement Chukwu, Fidelis Gadzama, Enefiok Udo-Obong    | 5                                                 | 0,562 s                                           | 3.01,20                                           | Q                                                 |                                                   |
| 2                                                 | 2                                                 | Polen                                             | Filip Walotka, Piotr Długosielski, Jacek Bocian, Robert Maćkowiak   | 8                                                 | 0.502 s                                           | 3:01.30                                           | Q                                                 | SB                                                |
| 3                                                 | 3                                                 | Bahamas                                           | Timothy Munnings, Troy McIntosh, Carl Oliver, Christopher Brown     | 3                                                 | 0.258 s                                           | 3:01.50                                           | q                                                 | SB                                                |
| 4                                                 | 4                                                 | Senegal                                           | (Oumar Loum, Ousmane Niang, Youssoupha Sarr, Ibou Faye              | 2                                                 | 0.266 s                                           | 3:02.67                                           | q                                                 | SB                                                |
| 5                                                 | 9                                                 | Botswana                                          | California Molefe, Lulu Basinyi, Johnson Kubisa, Agrippa Matshameko | 4                                                 | 0.562 s                                           | 3:04.19                                           | q                                                 | NR                                                |
| 6                                                 | 22                                                | FR Jugoslavien                                    | Branislav Stojanovic, Slavisa Vranes, Marko Jankovic, Siniša Peša   | 6                                                 | 0.551 s                                           | 3:07.41                                           |                                                   |                                                   |
|                                                   |                                                   | Kroatien                                          | Elvis Persic, Nino Habun, Frano Bakaric, Darko Juricic              | 7                                                 | 0.420 s                                           | DQ                                                |                                                   |                                                   |

Omgång 1- totalt
| Omgång 1 Totala resultat | Omgång 1 Totala resultat | Omgång 1 Totala resultat                                                                | Omgång 1 Totala resultat | Omgång 1 Totala resultat | Omgång 1 Totala resultat | Omgång 1 Totala resultat | Omgång 1 Totala resultat | Omgång 1 Totala resultat | Omgång 1 Totala resultat |
| Placering                | Nation                   | Idrottare                                                                               | Heat                     | Bana                     | Placering                | Reaktion                 | Tid                      | Kval.                    | Rekord                   |
| ------------------------ | ------------------------ | --------------------------------------------------------------------------------------- | ------------------------ | ------------------------ | ------------------------ | ------------------------ | ------------------------ | ------------------------ | ------------------------ |
| 1                        | Nigeria                  | Nduka Awazie, Clement Chukwu, Fidelis Gadzama, Enefiok Udo-Obong                        | 5                        | 5                        | 1                        | 0,562 s                  | 3.01,20                  | Q                        |                          |
| 2                        | Polen                    | Filip Walotka, Piotr Długosielski, Jacek Bocian, Robert Maćkowiak                       | 5                        | 8                        | 2                        | 0.502 s                  | 3:01.30                  | Q                        | SB                       |
| 3                        | Bahamas                  | Timothy Munnings, Troy McIntosh, Carl Oliver, Christopher Brown                         | 5                        | 3                        | 3                        | 0.258 s                  | 3:01.50                  | q                        | SB                       |
| 4                        | Senegal                  | (Oumar Loum, Ousmane Niang, Youssoupha Sarr, Ibou Faye                                  | 5                        | 2                        | 4                        | 0.266 s                  | 3:02.67                  | q                        | SB                       |
| 5                        | USA                      | Jerome Young, Angelo Taylor, Calvin Harrison, Alvin Harrison                            | 3                        | 4                        | 1                        | 0.163 s                  | 3:03.52                  | Q                        |                          |
| 6                        | Jamaica                  | Michael McDonald, Michael Blackwood, Sanjay Ayre, Danny McFarlane                       | 1                        | 2                        | 1                        | 0.202 s                  | 3:04.85                  | Q                        |                          |
| 7                        | Sydafrika                | Alwyn Myburgh, Hendrick Mokganyetsi, Werner Botha, Arnaud Malherbe                      | 3                        | 7                        | 2                        | 0.223 s                  | 3:04.08                  | Q                        | SB                       |
| 8                        | Australien               | Casey Vincent, Blair Young, Michael Hazel, Patrick Dwyer                                | 3                        | 8                        | 3                        | 0.220 s                  | 3:04.13                  | q                        | SB                       |
| 9                        | Botswana                 | California Molefe, Lulu Basinyi, Johnson Kubisa, Agrippa Matshameko                     | 5                        | 4                        | 5                        | 0.562 s                  | 3:04.19                  | q                        | NR                       |
| 10                       | Storbritannien           | Jared Deacon, Daniel Caines, Jamie Baulch, Iwan Thomas                                  | 1                        | 6                        | 2                        | 0.218 s                  | 3:04.35                  | Q                        | SB                       |
| 11                       | Frankrike                | Emmanuel Front, Marc Foucan, Pierre-Marie Hilaire, Bruno Wavelet                        | 1                        | 8                        | 3                        | 0.416 s                  | 3:04.45                  | q                        | SB                       |
| 12                       | Japan                    | Shunji Karube, Jun Osakada, Kenji Tabata, Takahiko Yamamura                             | 4                        | 5                        | 1                        | 0.559 s                  | 3:05.21                  | Q                        |                          |
| 13                       | Ryssland                 | Dmitrij Bogdanov, Andrej Semjonov, Ruslan Masjtjenko, Dmitrij Golovastov                | 4                        | 2                        | 2                        | 0.203 s                  | 3:05.37                  | Q                        | SB                       |
| 14                       | Ukraina                  | Aleksandr Kajdasj, Roman Voronkov, Jevgenij Zjukov, Gennadij Gorbenko                   | 3                        | 5                        | 4                        | 0.568 s                  | 3:05.41                  | q                        | SB                       |
| 15                       | Zimbabwe                 | Crispen Mutakanyi, Tawanda Chiwira, Phillip Mukomana, Ken Harnden                       | 4                        | 7                        | 3                        | 0.227 s                  | 3:05.60                  |                          |                          |
| 16                       | Schweiz                  | Laurent Clerc, Alain Rohr, Nicolas Baeriswyl, André Bucher                              | 1                        | 4                        | 4                        |                          | 3:06.01                  |                          |                          |
| 17                       | Sri Lanka                | Manura Lanka Perera, Rohan Pradeep Kumara, Ranga Wimalawansa, Sugath Tillakeratne       | 2                        | 7                        | 1                        | 0.203 s                  | 3:06.25                  | Q                        |                          |
| 18                       | Grekland                 | Georgios Oikonomidis, Anastasios Gousis, Stilianos Dimotsios, Periklis Iakovakis        | 3                        | 6                        | 5                        | 0.259 s                  | 3:06.50                  |                          |                          |
| 19                       | Kenya                    | Ezra Sambu, Samson Yego, Joseph Mwengi Mutua, Julius Chepkwony                          | 2                        | 2                        | 2                        | 0.262 s                  | 3:06.77                  | Q                        |                          |
| 20                       | Spanien                  | Eduardo Rodríguez, David Canal, Iñigo Monreal, Antonio Andrés                           | 1                        | 5                        | 5                        | 0.178 s                  | 3:06.87                  |                          | SB                       |
| 21                       | Ghana                    | (Daniel Adomako, Nathaniel Martey, Abu Duah, Daniel Mensah Kwei)                        | 4                        | 6                        | 4                        | 0.582 s                  | 3:07.07                  |                          |                          |
| 22                       | FR Jugoslavien           | Branislav Stojanovic, Slavisa Vranes, Marko Jankovic, Siniša Peša                       | 5                        | 6                        | 6                        | 0.551 s                  | 3:07.41                  |                          |                          |
| 23                       | Irland                   | Paul McKee, Tomas Coman, Caroline Daly, Paul Opperman                                   | 2                        | 6                        | 3                        | 0.170 s                  | 3:07.42                  |                          |                          |
| 24                       | Trinidad och Tobago      | (Damion Barry, Simon Pierre, Neil De Silva, Ato Modibo)                                 | 4                        | 8                        | 5                        | 0.171 s                  | 3:07.51                  |                          |                          |
| 25                       | Indien                   | Lijo David Thottan, Jata Shankar, Purukottam Ramachandran, Paramjit Singh               | 2                        | 5                        | 4                        | 0.255 s                  | 3:08.38                  |                          |                          |
| 26                       | Ungern                   | Zétény Dombi, Zsolt Szeglet, Attila Kilvinger, Tibor Bédi                               | 1                        | 7                        | 6                        | 0.354 s                  | 3:08.77                  |                          |                          |
| 27                       | Slovakien                | Radoslav Holúbek, Marcel Lopuchovsky, Marián Vanderka, Štefan Balošák                   | 4                        | 3                        | 6                        | 0.303 s                  | 3:09.54                  |                          |                          |
| 28                       | Saudiarabien             | Hamed Hamadan Al-Bishi, Hamdan Obah Al-Bishi, Mohammed Albeshi, Hadi Soua'an Al-Somaily | 3                        | 2                        | 6                        | 0.302 s                  | 3:09.57                  |                          |                          |
| 29                       | Slovenien                | Boštjan Horvat, Joze Vrtačič, Sergej Salamon, Matija Šestak                             | 1                        | 3                        | 7                        | 0.284 s                  | 3:10.07                  |                          |                          |
| 30                       | Thailand                 | Jirachai Linglom, Senee Kongtong, Chalermpol Noohlong, Narong Nilploy                   | 3                        | 3                        | 7                        | 0.296 s                  | 3:11.65                  |                          |                          |
|                          | Algeriet                 | Malik-Khaled Louahla, Kamel Talhaoui, Samir-Adel Louahla, Adem Hecini                   | 2                        | 4                        |                          | 0.497 s                  | DQ                       |                          |                          |
|                          | Kroatien                 | Elvis Persic, Nino Habun, Frano Bakaric, Darko Juricic                                  | 5                        | 7                        |                          | 0.420 s                  | DQ                       |                          |                          |
|                          | Kuwait                   | Musad Al Azimi, Bader Al Fulaij, Mishal Al Harbi, Fawzi Al Shammari                     | 4                        | 4                        |                          | 0.557 s                  | DQ                       |                          |                          |
|                          | Qatar                    | Ibrahim Ismail Muftah, Mubarack S Faraj, Salaheddine Safi Bakar, Ahmed H Al-Imam        | 2                        | 3                        |                          | 0.295 s                  | DQ                       |                          |                          |

### Semifinaler
| Heat 1 av 2 Date: Fredagen den 29 september 2000 | Heat 1 av 2 Date: Fredagen den 29 september 2000 | Heat 1 av 2 Date: Fredagen den 29 september 2000 | Heat 1 av 2 Date: Fredagen den 29 september 2000                       | Heat 1 av 2 Date: Fredagen den 29 september 2000 | Heat 1 av 2 Date: Fredagen den 29 september 2000 | Heat 1 av 2 Date: Fredagen den 29 september 2000 | Heat 1 av 2 Date: Fredagen den 29 september 2000 | Heat 1 av 2 Date: Fredagen den 29 september 2000 |
| Placering                                        | Placering                                        | Nation                                           | Idrottare                                                              | Bana                                             | Reaktion                                         | Tid                                              | Kval.                                            | Rekord                                           |
| Heat                                             | Totalt                                           | Nation                                           | Idrottare                                                              | Bana                                             | Reaktion                                         | Tid                                              | Kval.                                            | Rekord                                           |
| ------------------------------------------------ | ------------------------------------------------ | ------------------------------------------------ | ---------------------------------------------------------------------- | ------------------------------------------------ | ------------------------------------------------ | ------------------------------------------------ | ------------------------------------------------ | ------------------------------------------------ |
| 1                                                | 1                                                | USA                                              | Jerome Young, Angelo Taylor, Calvin Harrison, Alvin Harrison           | 3                                                | 0,242 s                                          | 2.58,78                                          | Q                                                |                                                  |
| 2                                                | 2                                                | Jamaica                                          | Sanjay Ayre, Gregory Haughton, Danny McFarlane, Michael Blackwood      | 4                                                | 0.551 s                                          | 2:58.84                                          | Q                                                | SB                                               |
| 3                                                | 3                                                | Bahamas                                          | Avard Moncur, Troy McIntosh, Carl Oliver, Christopher Brown            | 1                                                | 0.249 s                                          | 2:59.02                                          | Q                                                | NR                                               |
| 4                                                | 4                                                | Frankrike                                        | Emmanuel Front, Marc Foucan, Ibrahima Wade, Marc Raquil                | 8                                                | 0.249 s                                          | 3:00.64                                          | q                                                | SB                                               |
| 5                                                | 5                                                | Polen                                            | Piotr Rysiukiewicz, Piotr Haczek, Piotr Długosielski, Robert Maćkowiak | 5                                                | 0.494 s                                          | 3:00.66                                          | q                                                | SB                                               |
| 6                                                | 7                                                | Sydafrika                                        | Alwyn Myburgh, Hezekiél Sepeng, Llewellyn Herbert, Arnaud Malherbe     | 6                                                | 0.172 s                                          | 3:01.25                                          |                                                  | SB                                               |
| 7                                                | 14                                               | Botswana                                         | Califonia Molefe, Lulu Basinyi, Johnson Kubisa, Glody Dube)            | 2                                                | 0.345 s                                          | 3:05.28                                          |                                                  |                                                  |
|                                                  |                                                  | Kenya                                            | Ezra Sambu, Samson Yego, Joseph Mwengi Mutua, Julius Chepkwony         | 7                                                | 0.413 s                                          | DQ                                               |                                                  |                                                  |

| Heat 2 av 2 Date: Fredagen den 29 september 2000 | Heat 2 av 2 Date: Fredagen den 29 september 2000 | Heat 2 av 2 Date: Fredagen den 29 september 2000 | Heat 2 av 2 Date: Fredagen den 29 september 2000                          | Heat 2 av 2 Date: Fredagen den 29 september 2000 | Heat 2 av 2 Date: Fredagen den 29 september 2000 | Heat 2 av 2 Date: Fredagen den 29 september 2000 | Heat 2 av 2 Date: Fredagen den 29 september 2000 | Heat 2 av 2 Date: Fredagen den 29 september 2000 |
| Placering                                        | Placering                                        | Nation                                           | Idrottare                                                                 | Bana                                             | Reaktion                                         | Tid                                              | Kval.                                            | Rekord                                           |
| Heat                                             | Totalt                                           | Nation                                           | Idrottare                                                                 | Bana                                             | Reaktion                                         | Tid                                              | Kval.                                            | Rekord                                           |
| ------------------------------------------------ | ------------------------------------------------ | ------------------------------------------------ | ------------------------------------------------------------------------- | ------------------------------------------------ | ------------------------------------------------ | ------------------------------------------------ | ------------------------------------------------ | ------------------------------------------------ |
| 1                                                | 6                                                | Nigeria                                          | Clement Chukwu, Jude Monye, Enefiok Udo-Obong, Sunday Bada                | 3                                                | 0,297 s                                          | 3.01,06                                          | Q                                                |                                                  |
| 2                                                | 8                                                | Storbritannien                                   | Jared Deacon, Daniel Caines, Iwan Thomas, Jamie Baulch                    | 5                                                | 0.490 s                                          | 3:01.35                                          | Q                                                | SB                                               |
| 3                                                | 9                                                | Australien                                       | Casey Vincent, Blair Young, Patrick Dwyer, Michael Hazel                  | 2                                                | 0.198 s                                          | 3:01.91                                          | Q                                                | SB                                               |
| 4                                                | 10                                               | Ryssland                                         | Andrej Semjonov, Dmitrij Bogdanov, Ruslan Masjtjenko, Dmitrij Golovastov  | 1                                                | 0.219 s                                          | 3:02.28                                          |                                                  | SB                                               |
| 5                                                | 11                                               | Ukraina                                          | Aleksandr Kajdasj, Roman Voronkov, Jevgenij Zjukov, Gennadij Gorbenko     | 8                                                | 0.244 s                                          | 3:02.68                                          |                                                  | NR                                               |
| 6                                                | 12                                               | Sri Lanka                                        | Rohan Pradeep Kumara, Ratna Kumar, Ranga Wimalawansa, Sugath Tillakeratne | 6                                                | 0.507 s                                          | 3:02.89                                          |                                                  |                                                  |
| 7                                                | 13                                               | Senegal                                          | Oumar Loum, Ousmane Niang, Youssoupha Sarr, Ibou Faye)                    | 7                                                | 0.175 s                                          | 3:02.94                                          |                                                  |                                                  |
| 8                                                | 15                                               | Japan                                            | Shunji Karube, Jun Osakada, Kenji Tabata, Takahiko Yamamura               | 4                                                | 0.520 s                                          | 3:13.63                                          |                                                  |                                                  |

| Semifinaler Totala resultat | Semifinaler Totala resultat | Semifinaler Totala resultat                                               | Semifinaler Totala resultat | Semifinaler Totala resultat | Semifinaler Totala resultat | Semifinaler Totala resultat | Semifinaler Totala resultat | Semifinaler Totala resultat | Semifinaler Totala resultat |
| Placering                   | Nation                      | Idrottare                                                                 | Heat                        | Bana                        | Placering                   | Reaktion                    | Tid                         | Kval.                       | Rekord                      |
| --------------------------- | --------------------------- | ------------------------------------------------------------------------- | --------------------------- | --------------------------- | --------------------------- | --------------------------- | --------------------------- | --------------------------- | --------------------------- |
| 1                           | USA                         | Jerome Young, Angelo Taylor, Calvin Harrison, Alvin Harrison              | 1                           | 3                           | 1                           | 0,242 s                     | 2.58,78                     | Q                           |                             |
| 2                           | Jamaica                     | Sanjay Ayre, Gregory Haughton, Danny McFarlane, Michael Blackwood         | 1                           | 4                           | 2                           | 0.551 s                     | 2:58.84                     | Q                           | SB                          |
| 3                           | Bahamas                     | Avard Moncur, Troy McIntosh, Carl Oliver, Christopher Brown               | 1                           | 1                           | 3                           | 0.249 s                     | 2:59.02                     | Q                           | NR                          |
| 4                           | Frankrike                   | Emmanuel Front, Marc Foucan, Ibrahima Wade, Marc Raquil                   | 1                           | 8                           | 4                           | 0.249 s                     | 3:00.64                     | q                           | SB                          |
| 5                           | Polen                       | Piotr Rysiukiewicz, Piotr Haczek, Piotr Długosielski, Robert Maćkowiak    | 1                           | 5                           | 5                           | 0.494 s                     | 3:00.66                     | q                           | SB                          |
| 6                           | Nigeria                     | Clement Chukwu, Jude Monye, Enefiok Udo-Obong, Sunday Bada                | 2                           | 3                           | 1                           | 0.297 s                     | 3:01.06                     | Q                           |                             |
| 7                           | Sydafrika                   | Alwyn Myburgh, Hezekiél Sepeng, Llewellyn Herbert, Arnaud Malherbe        | 1                           | 6                           | 6                           | 0.172 s                     | 3:01.25                     |                             | SB                          |
| 8                           | Storbritannien              | Jared Deacon, Daniel Caines, Iwan Thomas, Jamie Baulch                    | 2                           | 5                           | 2                           | 0.490 s                     | 3:01.35                     | Q                           | SB                          |
| 9                           | Australien                  | Casey Vincent, Blair Young, Patrick Dwyer, Michael Hazel                  | 2                           | 2                           | 3                           | 0.198 s                     | 3:01.91                     | Q                           | SB                          |
| 10                          | Ryssland                    | Andrej Semjonov, Dmitrij Bogdanov, Ruslan Masjtjenko, Dmitrij Golovastov  | 2                           | 1                           | 4                           | 0.219 s                     | 3:02.28                     |                             | SB                          |
| 11                          | Ukraina                     | Aleksandr Kajdasj, Roman Voronkov, Jevgenij Zjukov, Gennadij Gorbenko     | 2                           | 8                           | 5                           | 0.244 s                     | 3:02.68                     |                             | NR                          |
| 12                          | Sri Lanka                   | Rohan Pradeep Kumara, Ratna Kumar, Ranga Wimalawansa, Sugath Tillakeratne | 2                           | 6                           | 6                           | 0.507 s                     | 3:02.89                     |                             |                             |
| 13                          | Senegal                     | Oumar Loum, Ousmane Niang, Youssoupha Sarr, Ibou Faye)                    | 2                           | 7                           | 7                           | 0.175 s                     | 3:02.94                     |                             |                             |
| 14                          | Botswana                    | Califonia Molefe, Lulu Basinyi, Johnson Kubisa, Glody Dube)               | 1                           | 2                           | 7                           | 0.345 s                     | 3:05.28                     |                             |                             |
| 15                          | Japan                       | Shunji Karube, Jun Osakada, Kenji Tabata, Takahiko Yamamura               | 2                           | 4                           | 8                           | 0.520 s                     | 3:13.63                     |                             |                             |
|                             | Kenya                       | Ezra Sambu, Samson Yego, Joseph Mwengi Mutua, Julius Chepkwony            | 1                           | 7                           |                             | 0.413 s                     | DQ                          |                             |                             |

### Final
| 1  | Nigeria        | Clement Chukwu, Jude Monye, Sunday Bada, Enefiok Udo-Obong                 | 4 | 0,541 s | 2.58,68 | AR |
| 2  | Jamaica        | Michael Blackwood, Gregory Haughton, Christopher Williams, Danny McFarlane | 6 | 0,382 s | 2.58,78 | SB |
| 3  | Bahamas        | Avard Moncur, Troy McIntosh, Carl Oliver, Christopher Brown                | 1 | 0,260 s | 2.59,23 |    |
| 4  | Frankrike      | Emmanuel Front, Marc Foucan, Ibrahima Wade, Marc Raquil                    | 2 | 0,252s  | 3.01,02 | SB |
| 5  | Storbritannien | Jared Deacon, Daniel Caines, Iwan Thomas, Jamie Baulch                     | 3 | 0,252 s | 3.01,22 | SB |
| 6  | Polen          | Piotr Rysiukiewicz, Robert Maćkowiak, Piotr Długosielski, Piotr Haczek     | 8 | 0,203s  | 3.03,22 |    |
| 7  | Australien     | Brad Jamieson, Blair Young, Patrick Dwyer, Michael Hazel                   | 7 | 0,177 s | 3.03,91 |    |
| DQ | USA            | Alvin Harrison, Antonio Pettigrew, Calvin Harrison, Michael Johnson        | 5 |         | 2.56,35 |    |